# Eugenio Lucas Velázquez

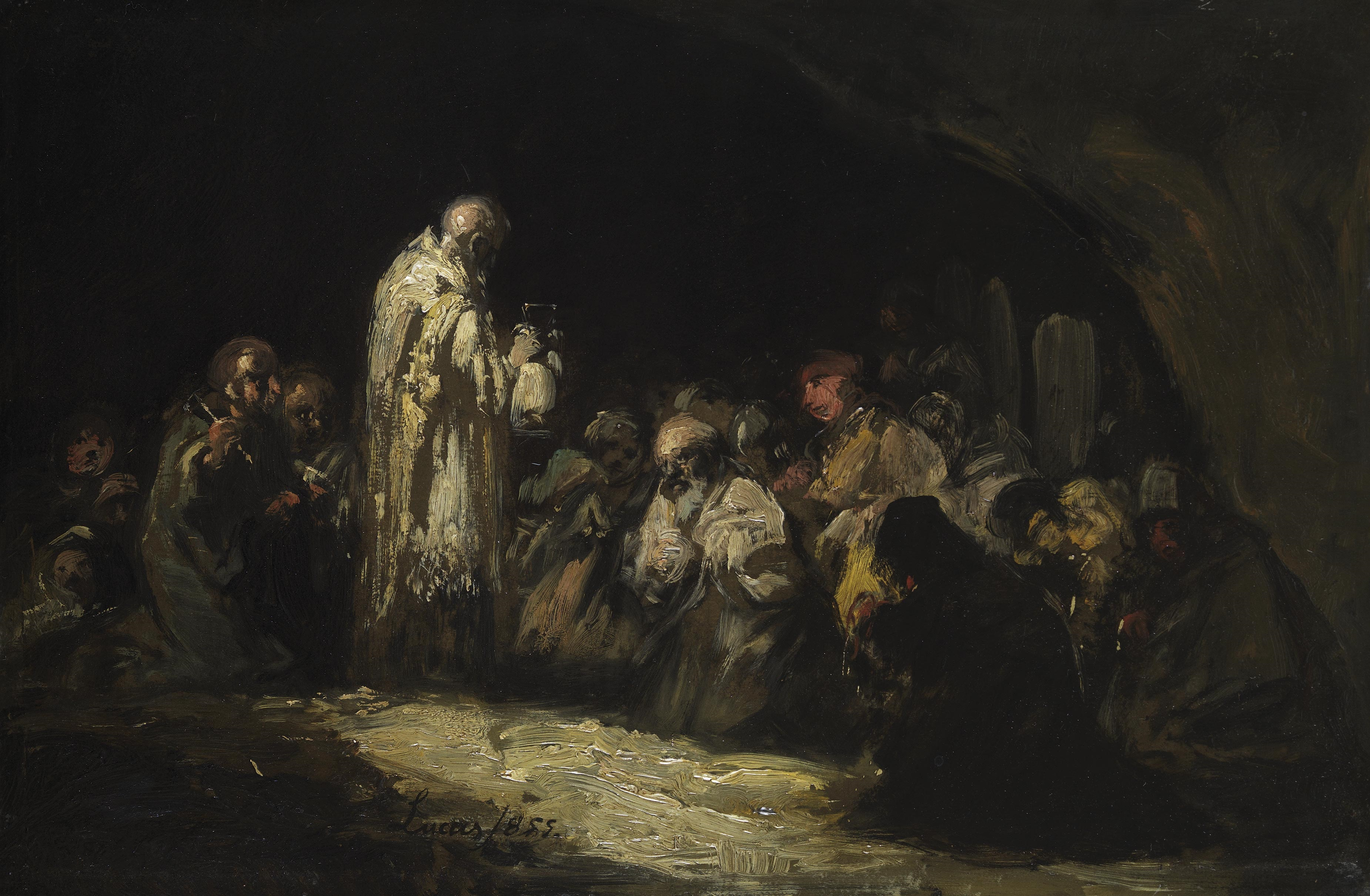
La comunió

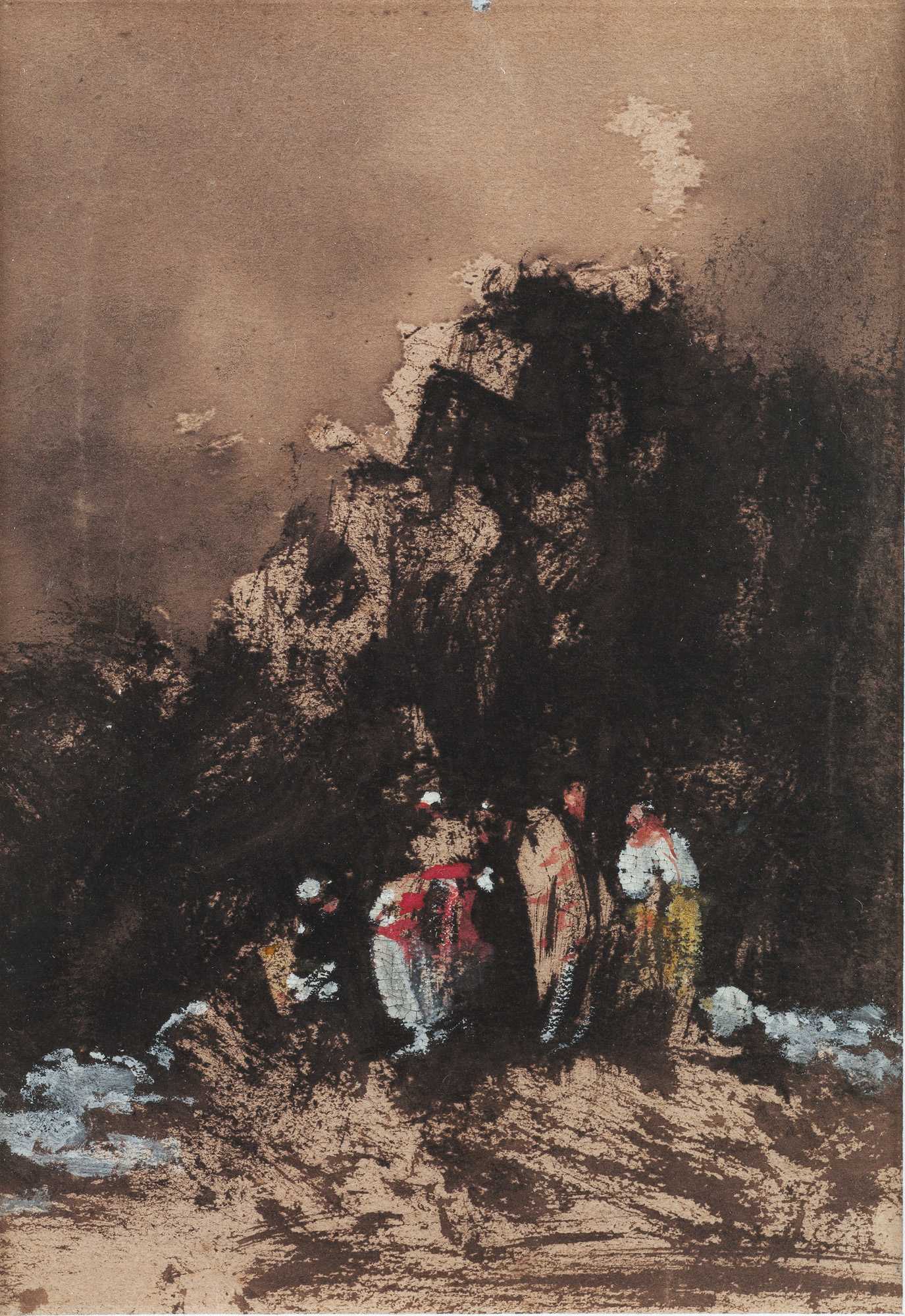
Figures en un paisatge. Eugenio Lucas. c. 1855. Fundació Rafael Masó

Eugenio Lucas Velázquez (Madrid, 9 de febrer de 1817 — Madrid, 1870) va ser un pintor romàntic  espanyol, dit en el passat Eugenio Lucas i Padilla, quan se li creia natural d'Alcalá de Henares.
Va estudiar a l'Acadèmia de Belles Arts de San Fernando. Va viatjar per Itàlia i Marroc, visitant igualment París. Amb una germana de Jenaro Pérez Villaamil va tenir al seu fill, el també pintor Eugenio Lucas Villaamil.
Va abandonar el neoclassicisme dels seus mestres en admirar a pintors com Velázquez i  Goya. Segueix sobretot la línia  satírica d'aquest últim.
Conrea la pintura costumista i escenes fantàstiques i sinistres, però també paisatges i retrats. Autor fecund, entre les seves obres, cal citar Condemnat per la Inquisició i Els fills de l'artista.